# Komorniki (Grabków)
Komorniki – część wsi Grabków w Polsce, położona w województwie świętokrzyskim, w powiecie starachowickim, w gminie Pawłów.
W latach 1975–1998 Komorniki administracyjnie należały do województwa kieleckiego.